# Тільтіль
Тільтіль (ісп. Tiltil) — місто в Чилі. Адміністративний центр однойменної комуни. Населення міста - 5168 осіб (2002). Місто і комуна входить до складу провінції Чакабуко та Столичної регіону.
Територія — 653 км². Чисельність населення — 19 312 мешканців (2017). Щільність населення - 29,6 чол./км².

## Розташування
Місто розташоване за 50 км на північний захід від столиці Чилі міста Сантьяго.
Комуна межує:
- на півночі - з комуною Лляйлляй;
- на північному сході — з комуною Ринконада;
- на сході — з комуною Коліна;
- на півдні - з комуною Лампа;
- на заході - з комунами Ольмуе, Кільпуе;
- на північному заході - з комуною Іхуелас.